# Camerino virtuale - The Box Game
Camerino virtuale - The Box Game è stato un programma contenitore di giochi televisivi a premi che prendeva spunto da Call Game, contenitore di quattro giochi telefonici, che era stato trasmesso da LA7 durante i primi mesi di programmazione, a partire dal 25 giugno 2001 fino al 16 marzo 2002. Il gioco è andato in onda tutti i giorni a partire dal lunedì 8 ottobre 2007 approssimativamente dalle ore 2.00 alle 3.00 su Italia 1, e successivamente, dal mese di dicembre 2007, solo il venerdì e sabato notte.
Il Camerino virtuale dava la possibilità a coloro i quali acquistavano il gioco, in questa fascia oraria e che risultavano i migliori, di partecipare in diretta telefonica al programma. I fortunati concorrenti selezionati potevano aggiudicarsi un ulteriore premio in caso di risposta corretta alla domanda posta dal conduttore.
Il quiz era presentato a staffetta da numerosi conduttori che intrattengono il pubblico con diversi giochi, solitamente molto semplici.
L'ultima puntata del programma è andata in onda la notte del 26 aprile 2008.

## Conduttori
Alcuni conduttori che si alternano alla presentazione dei quiz:
- Melita Toniolo
- Pierluigi Oddi
- Valentina Melis
- Alessia Fabiani
- Vanessa Gallipoli
- Gigi Garretta
- Manuela Boldi
- Giorgio Alfieri
- Luca Abbrescia
- Romina Minadeo
- Gabriella Capizzi